# Economía de la provincia de Córdoba (Argentina)
La economía de la Provincia de Córdoba, en Argentina, se ve beneficiada por numerosos factores. Sus características climáticas, topográficas, edáficas y fitogeográficas favorecen varias actividades productivas como la agricultura, ganadería, explotación forestal y minería. Dichas actividades se complementan con un importante desarrollo industrial, principalmente orientado a lo metalmecánico y agroindustrial, servicios, comercio y turismo. Asimismo, la ubicación geográfica de la provincia, en el centro del país, le otorga distancias ligeramente equidistantes con Buenos Aires y los principales centros urbanos de los países vecinos.
Su Producto Geográfico Bruto equivale al 10% del nacional. Es la segunda provincia del país en nivel de actividad agropecuaria, por detrás de la provincia de Buenos Aires.

## Producción
La Provincia es productora de:
- Bienes primarios, con un fuerte sector agrícola orientado a la producción de soja, maíz, trigo y maní.
- Manufacturas de origen agrícola, con un sector agroindustrial dedicado a la producción de derivados de la soja, productos lácteos y golosinas.
- Manufacturas de origen industrial, con un sector que se caracteriza por su producción de automóviles, y auto-partes, sistemas de transmisión, maquinaria agrícola especializada e insumos para la construcción, tales como el cemento. La producción automotriz incluye grandes empresas automotrices, además de numerosas pequeñas y medianas empresas proveedoras de insumos y servicios.
- Servicios, incluyendo importantes comerciantes minoristas, numerosas universidades públicas y privadas, investigación y desarrollo, prestadores de servicios de salud y un software y tecnología informática. El turismo local e internacional tiene un rol preponderante cumpliendo de esta manera una función importante en la actividad económica de la Provincia.[3]

### Agricultura
Al año 2008 se contabilizaban un total de 6.036.770 hectáreas sembradas, con un incremento del cultivo de soja. Las principales producciones en toneladas son las de trigo, maíz, sorgo, soja, girasol y maní.  La campaña de granos 2019/2020 se recolectaron 40,3 millones de toneladas de granos.
El resto corresponde a otros cereales y oleaginosas; cultivos industriales y hortalizas y frutas. La plantación de soja se ve beneficiada por la aptitud de los terrenos y las ganancias generadas de su exportación. Córdoba acapara la práctica totalidad de la producción nacional de maní, producto del cual Argentina es el segundo exportador mundial. Existe una importante industria manisera. Otros cultivos menos desarrollados son la batata, la acelga, el ajo, la papa (incluyendo papa tempranamente y tardía), zapallo, olivo, zanahoria y durazno. Tiene un importante impacto en la zona ayudando al 23.2% de la provincia a obtener aimentos. 
Además de la agricultura simple, se realizan procesos industriales con la producción local. La molienda de trigo es una actividad muy importante, en la cual se destaca la empresa Arcor.

### Ganadería
Córdoba es la segunda provincia a nivel nacional en actividad ganadera por detrás de la provincia de Buenos Aires. Su principal producción es el ganado bovino, seguido del porcino, caprino y ovino. La provincia ocupa el tercer lugar nacional en capacidad de faenamiento con una capacidad de 2.380 animales vacunos mensuales. Junto a Santa Fe es la principal cuenca lechera del país, y dispone de 350 plantas de industrialización lechera.

### Industria
Córdoba concentra el 30% de la producción automotriz nacional. En la provincia están instaladas plantas terminales de importantes automotrices mundiales: FCA, Renault, Volkswagen, IVECO y Nissan. Cuenta con una muy desarrollada red de medianas y pequeñas industrias metalmecánicas, más de 250 empresas autopartistas que proveen partes, piezas, componentes y accesorios necesarios para la producción de esta industria.
Otro polo industrial es el sector de fabricantes de bienes de capital agrícola, en especial maquinarias y agrocomponentes, con principal protagonismo en la zona del sudeste provincial. Se destaca la producción de cosechadoras, tractores, tolvas, sembradoras, agropartes, pulverizadoras, embolsadoras de granos, equipos para industria láctea y silos.

### Servicios
Córdoba fue la primera provincia argentina en declarar al software como industria. Ello favoreció la radicación de empresas de primer nivel mundial como Motorola, Intel, Hewlett Packard, Mercado Libre y McAfee. La actividad registra un crecimiento sostenido, con más de 500 empresas del rubro. Córdoba promueve la formación de los clústers tecnológicos, donde interactúan sectores privados, el gobierno y las universidades. Las firmas se caracterizan por su potencial exportador, con gran valor agregado, altos niveles de personal capacitado y una sinergia con otros sectores productivos. Actualmente, ocupa a más de 13.000 empleados y coloca sus productos en más de 15 países.

### Turismo
Córdoba es una de las principales regiones turísticas de Argentina, reconocida por sus valles, pampas, cerros y ríos, además de ser sede de acontecimientos culturales y deportivos. La temporada 2017 recibió cerca de 7,2 millones de turistas del país y el exterior.